# Raymond Dennis
Raymond Patterson Dennis, detto RayJ (Plainfield, 30 marzo 2001), è un cestista statunitense, professionista nella NBA con gli Indiana Pacers e in G League con gli Indiana Mad Ants.

## Carriera
Dopo aver completato la carriera universitaria con i Boise State Broncos, i Toledo Rockets e i Baylor Bears, decide di candidarsi al Draft NBA 2024, non venendo però scelto e rimanendo undrafted. Trascorre quindi i successivi sei mesi in NBA G League con i San Diego Clippers. Nel 2025 esordisce in NBA con gli Indiana Pacers, con i quali firma un two-way contract.

## Statistiche

### College
| Anno      | Squadra           | PG  | PT  | MP   | TC%  | 3P%  | TL%  | RP  | AP  | PRP | SP  | PP   |
| --------- | ----------------- | --- | --- | ---- | ---- | ---- | ---- | --- | --- | --- | --- | ---- |
| 2019-2020 | Boise St. Broncos | 32  | 15  | 17,4 | 35,9 | 26,0 | 80,0 | 1,8 | 1,8 | 0,4 | 0,1 | 4,1  |
| 2020-2021 | Boise St. Broncos | 28  | 25  | 27,2 | 44,2 | 29,1 | 68,8 | 3,0 | 2,9 | 1,2 | 0,2 | 8,6  |
| 2021-2022 | Toledo Rockets    | 34  | 34  | 33,7 | 50,3 | 32,1 | 71,6 | 5,6 | 4,0 | 0,8 | 0,1 | 12,7 |
| 2022-2023 | Toledo Rockets    | 35  | 35  | 33,8 | 48,4 | 36,6 | 76,9 | 4,3 | 5,8 | 1,5 | 0,2 | 19,5 |
| 2023-2024 | Baylor Bears      | 35  | 35  | 34,3 | 47,9 | 32,8 | 73,1 | 3,9 | 6,7 | 1,4 | 0,1 | 13,6 |
| Carriera  | Carriera          | 164 | 144 | 29,6 | 47,2 | 32,1 | 74,1 | 3,8 | 4,3 | 1,1 | 0,1 | 12,0 |

### NBA

#### Regular Season
| Anno      | Squadra        | PG | PT | MP  | TC%  | 3P%  | TL% | RP  | AP  | PRP | SP  | PP  |
| --------- | -------------- | -- | -- | --- | ---- | ---- | --- | --- | --- | --- | --- | --- |
| 2024-2025 | Indiana Pacers | 11 | 0  | 6,4 | 33,3 | 28,6 | 100 | 1,1 | 1,3 | 0,6 | 0,2 | 2,7 |
| Carriera  | Carriera       | 11 | 0  | 6,4 | 33,3 | 28,6 | 100 | 1,1 | 1,3 | 0,6 | 0,2 | 2,7 |

### G League
| Anno      | Squadra            | PG | PT | MP   | TC%  | 3P%  | TL%  | RP  | AP  | PRP | SP  | PP   |
| --------- | ------------------ | -- | -- | ---- | ---- | ---- | ---- | --- | --- | --- | --- | ---- |
| 2024-2025 | San Diego Clippers | 18 | 18 | 31,3 | 46,6 | 34,1 | 79,2 | 3,5 | 6,6 | 1,6 | 0,6 | 16,7 |
| 2024-2025 | Indiana Mad Ants   | 18 | 18 | 39,9 | 43,7 | 34,1 | 77,3 | 6,2 | 9,1 | 1,9 | 0,8 | 22,4 |
| Carriera  | Carriera           | 36 | 36 | 35,6 | 44,9 | 34,1 | 77,9 | 4,8 | 7,9 | 1,8 | 0,7 | 19,6 |